# Holotrichia glabricollis
Holotrichia glabricollis är en skalbaggsart som beskrevs av Brenske 1896. Holotrichia glabricollis ingår i släktet Holotrichia och familjen Melolonthidae. Inga underarter finns listade i Catalogue of Life.